# Къонахалла
1. Главной целью и смыслом жизни къонаха является служение своему народу и Отечеству. Интересы народа и Отечества для него всегда выше личных интересов.
2. Къонах присягает и служит только Отечеству. Ради Отечества он готов пожертвовать жизнью, но никогда, ни при каких обстоятельствах, къонах не поступается личным достоинством и честью.
3. Высшим проявлением служения къонаха является защита Отечества от нашествия врага. Смерть в справедливой войне или при защите своей чести и достоинства предпочтительнее для къонаха, чем жизнь в бесчестии и позоре.
Къо́нахалла (чечен. Къонах «мужчина») — чеченский кодекс чести къонаха — достойного мужа. Существовал в неписанном виде, записан в 2000 году Л. М. Ильясовым.

## Этимология
Слово «конах» (чечен. къонах), происходит от слова «кона» (чечен. къона) — «молодой» — и имеет значение «молодец», «достойный человек». Другое старинное слово, «кано» (чечен. къано) — «старейшина, избранный представитель народа мудрец», — происходит от «кена» (чечен. къена) — «старый».

## История
Фольклорные источники свидетельствуют о существовании у нахов воинских союзов. Есть предположения, что кодекс сложился в аланскую эпоху (IV—XIII века). На его характер оказали влияние события того времени, когда война была для нахов обычным состоянием. О древности кодекса свидетельствуют многочисленные параллели с древнейшими памятниками нартского эпоса.
Окончательный вид кодекса сформировался в Позднем Средневековье. В более позднее время духовный аспект кодекса испытал сильное влияние суфизма, согласно которому главным смыслом человеческого существования является путь духовного совершенствования. Но в отличие от суфиев, къонах не был обязан отказываться от земных радостей и участия в социально-политической жизни. По преданиям, кодекс был впервые зафиксирован в религиозно-этических трактатах XVII—XVIII веков. До настоящего времени кодекс дошёл в отрывочном виде в хрониках и устной традиции.

## Выдержки
- Главной целью и смыслом жизни благородного человека (къонаха) является служение своему народу (къам) и своему Отечеству (Даймохк).
- Смерть в справедливой войне или при защите своей чести и достоинства предпочтительнее жизни в бесчестии и позоре.
- Главным богатством является честь и личное достоинство.
- Необходимо уважать и почитать своих родителей, заботиться о них, обеспечивать их старость.
- В дружбе необходимо быть верным и преданным.
- Закон гостеприимства священен.